# Уваров, Владимир Иванович
Влади́мир Ива́нович Ува́ров (род. 10 октября 1950) — советский и российский театральный актёр. Народный артист Российской Федерации (2001). Художественный руководитель — директор владикавказского Академического русского театра им. Е. Б. Вахтангова с 1992 года.

## Биография
Окончил театральное училище им. Б. В. Щукина, факультет актёрского мастерства (1974), педагог — Львова В. К.
Работал в Орловском академическом драматическом театре им. И. С. Тургенева. С 1983 года служит в Академическом русском театре имени Вахтангова (Владикавказ), с 1992 — его художественный руководитель.

## Награды и звания
- Народный артист республики Северная Осетия-Алания;
- Заслуженный артист республики Северная Осетия-Алания;
- Государственная премия РСО-Алания им. К. Л. Хетагурова;
- Медаль «Во Славу Осетии»
- Заслуженный артист России (1996);
- Народный артист России (2001)[2].
- Орден Дружбы (6 апреля 2021) — за большие заслуги в развитии отечественной культуры и искусства и многолетнюю плодотворную деятельность[3]
- Медаль «За боевое содружество»,
- Орден Почёта Республики Южная Осетия,
- Орден Дружбы Республики Южная Осетия,
- Почетный гражданин Владикавказа,
- Благодарность президента Российской Федерации.
- Золотая маска (2024) — «за выдающийся вклад в развитие театрального искусства».

## Основные роли
- Гордей Торцов («Бедность не порок» — Островский А. Н.)
- Карл Моор («Разбойники» — Шиллер Ф.)
- Лопахин («Вишневый сад» — Чехов А. П.)
- Никитин («Берег» — Бондарев Ю. В.)
- Подколесин («Женитьба» — Гоголь Н. В.)
- Савельев («Жди меня» — Симонов К. М.)
- Фердинанд («Коварство и любовь» — Шиллер Ф.)
- Яго («Отелло» — Шекспир У.)

Работал с режиссёрами: М. М. Абрамов, В. П. Демин, В. С. Мажурин, М. С. Морейдо, И. С. Петровский, Ю. А. Тамерьян, И. Л. Фельдман.